# Marguerite Bernes
Marguerite Bernes (Algeri, 30 settembre 1901 – Alessandria d'Egitto, 13 aprile 1996) è stata una religiosa francese, insignita del titolo di Giusto tra le nazioni da Yad Vashem.

## Biografia

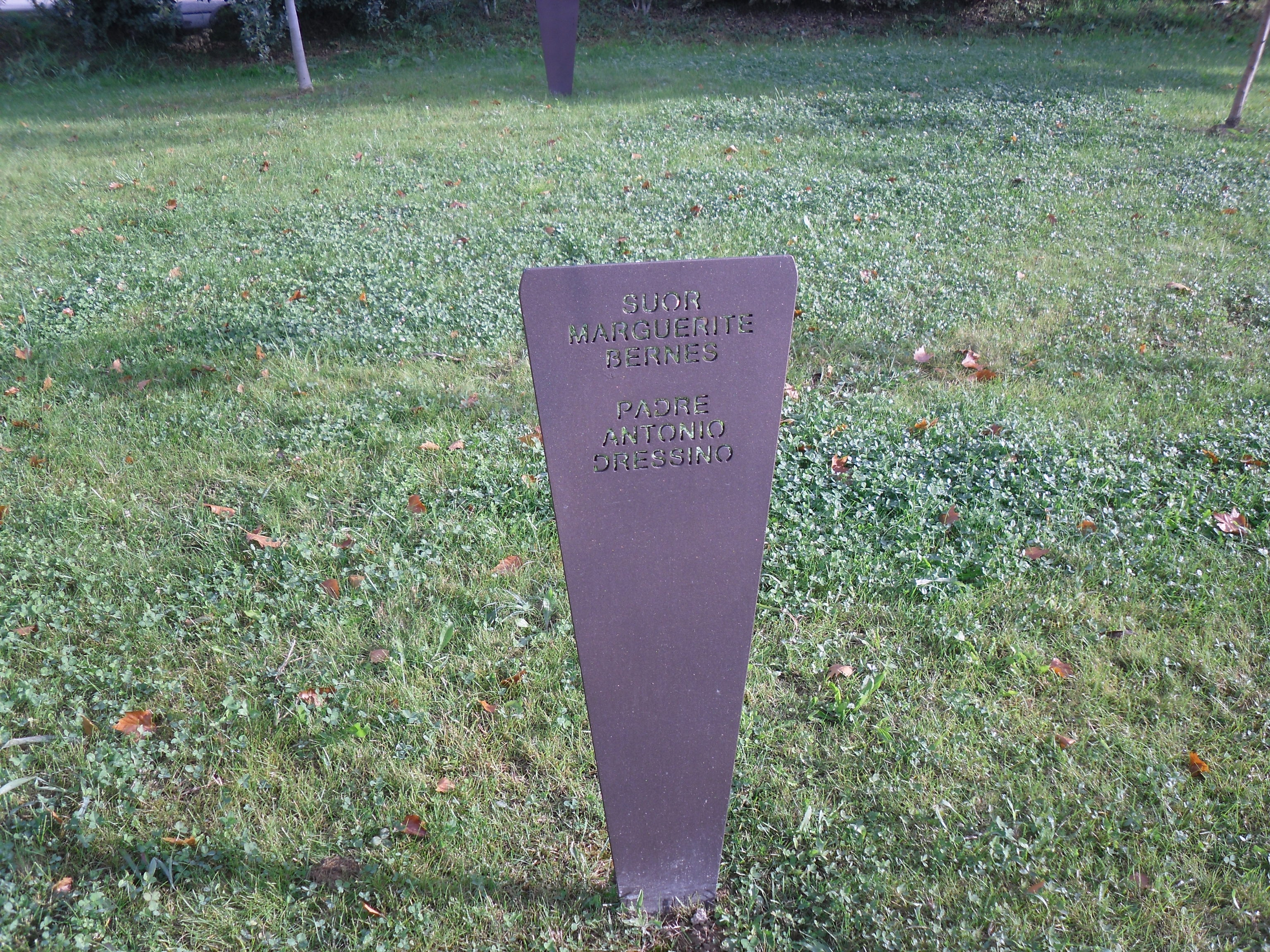
La stele dedicata a suor Marguerite Bernes e a Antonio Dressino nel Giardino dei Giusti del Mondo di Padova.

Marguerite Bernes nacque in Algeria da genitori francesi e crebbe a Marsiglia, dove si trasferì con la famiglia all'età di 5 anni. Studiò diritto e sociologia, fino a che a 27 anni decise di entrare nella compagnia delle Figlie della carità fondata da san Vincenzo de' Paoli nel 1633. Nel 1933 giunse a Roma, nei pressi della chiesa di San Gioacchino in Prati, dove servì come assistente della madre superiora.
Tra il 1943 e il 1944, in piena occupazione tedesca, insieme al parroco di San Gioacchino, il redentorista padre Antonio Dressino, e all'ingegnere Pietro Lestini, vice presidente della locale Associazione cattolica, aiutò un gruppo di militari italiani che non aveva aderito alla Repubblica di Salò dandosi alla macchia. I rifugiati furono ospitati nel convento e poi nel sottotetto della chiesa insieme a un gruppo di ebrei del quartiere Prati. All'organizzazione fu dato il nome informale di Sezione aerea di san Gioacchino (SASG). Suor Margherita, com'era chiamata a Roma, si occupò della sussistenza dei rifugiati per sette mesi, fino alla liberazione della capitale.
Suor Margherita rimase a Roma fino al 1953, quando partì il Medio Oriente. A Gerusalemme nel quartiere di Ain Karem divenne superiora del locale convento delle Figlie della carità e lavorò nella casa di accoglienza per ragazzi con handicap fisici o psichici fondata nel 1954. A Gerusalemme ebbe modo di incontrare gli appartenenti ad alcune famiglie ebree, tra cui i Finzi e i Moscati, che aveva contribuito ad aiutare durante la guerra a Roma.
Il 15 agosto 1974 è stata riconosciuta Giusto tra le nazioni da Yad Vashem. Dal 2009 è ricordata anche nel Giardino dei Giusti del Mondo di Padova.